# 동국정운
《동국정운》(東國正韻)은 한자음을 바로잡아 통일된 표준음을 정하려는 목적으로 간행된 책이다. 1448년(세종 30년)에 반포된 한국 최초 표준음에 관한 책이자 운서(韻書)이다. 한자음을 훈민정음으로 표기하였다. 그 시대에 통용되던 한자음을 충분히 고려치 않았기 때문에 국가적인 장려에도 불구하고 실용성이 떨어지는 관계로 잘 사용되지 않다가 16세기 들어서는 '동국정운식 한자음'을 더 이상 사용하지 않았다.

## 설명

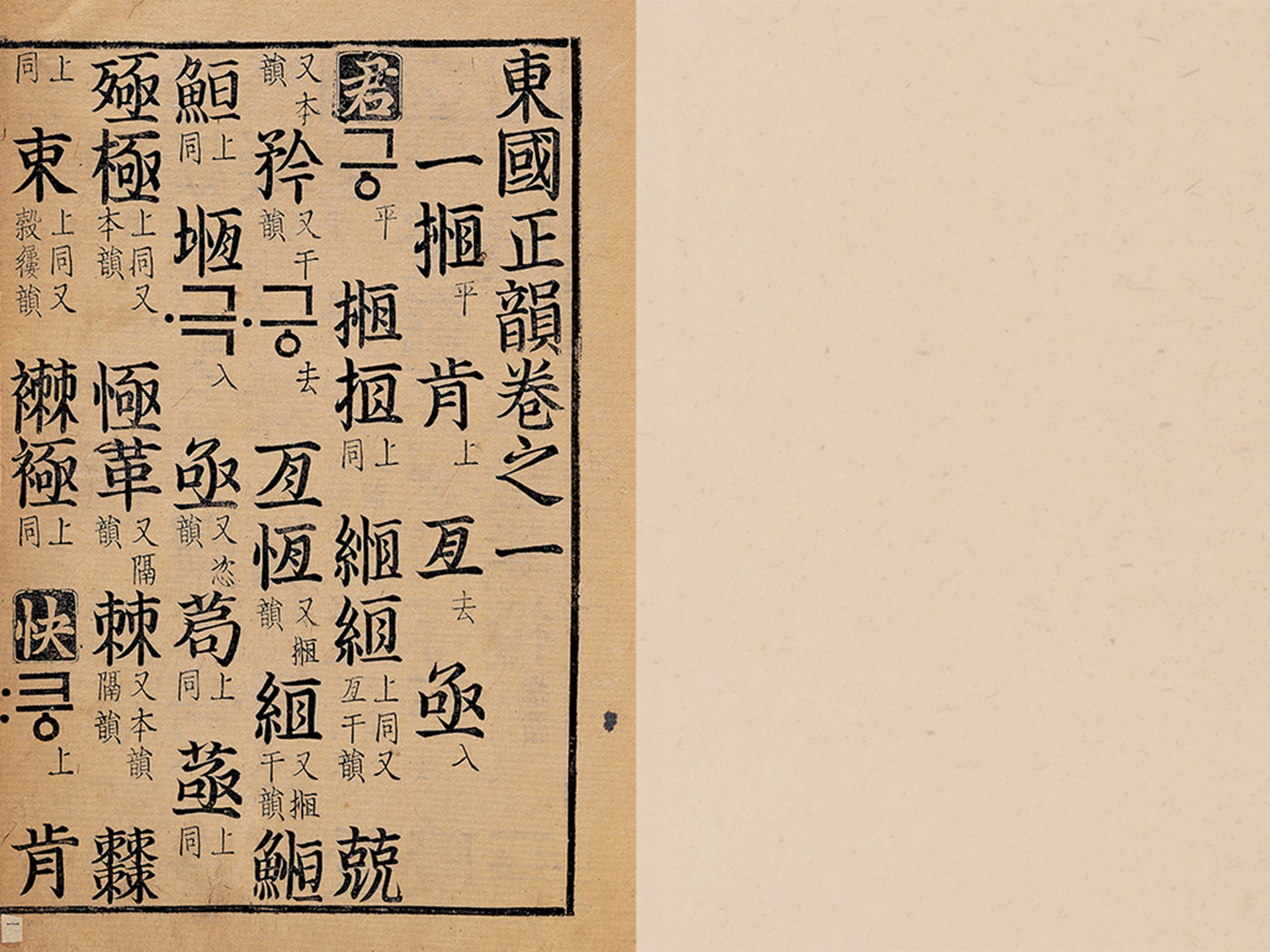
동국정운의 일장

《동국정운》은 훈민정음 반포한 다음 해인 1447년 음력 9월에 완성하고, 1448년 음력 10월에 반포했었다. 편찬은 신숙주, 최항, 성삼문, 박팽년, 이개, 강희안, 이현로(李賢老), 조변안(曹變安), 김증(金曾)이 담당하였다. 신숙주가 동국정운의 서문을 통해 책을 지은 이유를 밝혔다. 《동국정운》은 중국의 운서인 《홍무정운(洪武正韻)》(1375년)에 관한 동국(즉 한국)의 표준적인 운서라는 뜻에서 그 이름을 지었다.

## 동국정운식 한자음
《동국정운》에서 제시된 한자음은 예로부터 한반도에서 써온 현실 한자음이 아니라 인공적으로 만들어 낸 것이다. 이 한자음을 일반적으로 동국정운식 한자음(東國正韻式漢字音)이라 부른다. 《동국정운》 편찬자들은 현실 한자음을 잘못된 것으로 생각하여 이상적인 표준 한자음을 동국정운식 한자음으로 제시한 것이다. 《동국정운》 서문에 따르면 현실 한자음의 ‘잘못’은 아래와 같다.
1. 계모(溪母; [kʰ])의 대부분이 견모(見母; [k])에 들어가 있다.
2. 계모의 일부가 효모(曉母)에 들어가 있다.
3. 탁음이 없다.
4. 성조에서 상성(上聲)과 거성(去聲)이 구별되지 않는다.
5. 입성 중 단모(端母; [t̚])로 끝나야 할 것이 내모(來母; [ɾ])로 끝난다.
6. 설두음(舌頭音)과 설상음(舌上音), 중순음(重脣音)과 경순음(輕脣音), 치두음(齒頭音)과 정치음(正齒音)이 구별되지 않는다.

### 체계
동국정운식 한자음 체계에서 특징적인 것은 한자음을 초성, 중성, 종성 세 부분으로 나눈 점이다. 이는 중국 음운학에서 한자음을 성모(聲母)와 운모(韻母) 두 부분으로 나눈 것과는 다르다. 또 한국어 표기와 달리 한자음 표기에는 초성, 중성, 종성 세 부분이 모두 갖춰져 있고 종성이 없는 한자음이 없는 것도 동국정운식 한자음의 특징 중 하나다.
동국정운식 한자음은 중국어 중고음(中古音)의 음운 체계를 이상적인 것으로 하면서도 《고금운회거요(古今韻會擧要)》(1297년)나 《홍무정운(洪武正韻)》(1375년)의 체계, 그리고 현실 한자음의 음형(音形)도 고려해서 만들어진 것으로 추측된다.

#### 성모
| | 아음 (牙音)  | 설음 (舌音)  | 순음 (脣音)  | 치음 (齒音)                    | 치음 (齒音)    | 후음 (喉音)         | 반설음 (半舌音)   | 반치음 (半齒音) |
| --- | ------------ | ------------ | ------------ | ------------------------------ | -------------- | ------------------- | ----------------- | --------------- |
| 전청(全淸) | 君 ㄱ k~g[1] | 斗 ㄷ t~d[1] | 彆 ㅂ p~b[1] | 即 ㅈ t͡s~d͡z[1] ~t͡ɕ[2]~d͡ʑ[1][2] | 戍 ㅅ s~ɕ[2]   | 挹 ㆆ ʔ             |                   |                 |
| 차청(次淸) | 快 ㅋ k͈ːʰ    | 呑 ㅌ t͈ːʰ    | 漂 ㅍ p͈ːʰ    | 侵 ㅊ t͈͡ːsʰ~t͈͡ːɕʰ[2]             |                | 虛 ㅎ h~ç[2]        |                   |                 |
| 전탁(全濁) | 虯 ㄲ k͈ː˭    | 覃 ㄸ t͈ː˭    | 步 ㅃ p͈ː˭    | 慈 ㅉ t͈͡ːs˭~t͈͡ːɕ˭[2]             | 邪 ㅆ s͈ː~ɕ͈ː[2] | 洪 ㆅ h͈ː~ç͈ː[2]      |                   |                 |
| 불청불탁 (不淸不濁) | 業 ㆁ ŋ      | 那 ㄴ n~ɲ[2] | 彌 ㅁ m      |                                |                | 欲 ㅇ ɦ[3] ~j[2], ∅ | 閭 ㄹ l~ʎ[4]~ɾ[5] | 穰 ㅿ z~ʑ[2]    |
| * ㆆ을 제외한 전청 폐쇄음이 무성음으로 발음 될 때 기식은 기본 약기음, 무성음이 인접시 무기음 [1]: 유성음 사이 [2]: 뒤의 ʲ와 결합 [3]: ㄱ 약화로 발생시 [4]: '어두'나 '어중에서 장자음'일 때 뒤의 ʲ와 결합 [5]: 어중에서 단자음일 때 |              |              |              |                                |                |                     |                   |                 |

성모(聲母) 체계는 훈민정음의 초성과 같은 23 자모 체계이며 중고음의 삼십육자모(三十六字母) 체계와 다르다. 자모는 중국 음운학에서 쓰이는 자모를 사용하지 않고 훈민정음에 나타나는 자모를 사용한다. 따라서 중국 음운학의 견모(見母)는 《동국정운》에서 군모(君母)가 되며 계모(溪母)는 쾌모(快母)가 된다. 성모에 관한 특징은 아래와 같다.
1. 전탁음
《동국정운》에서는 전탁(全濁) ‘ㄲ, ㄸ, ㅃ, ㅉ, ㅆ, ㆅ’을 인정하고 있다. 탁음에 관해서는 《동국정운》 서문에 “我國語音, 其淸濁之辨, 與中國無異, 而於字音獨無濁聲(한국 말소리에서 청탁의 구별은 중국과 다름이 없으나 유독 한자음에서만 탁성이 없다)”라고 되어있다.
2. ㅋ
계모(溪母; [kʰ])는 ‘쾌’를 제외하고 현실 한자음에서 모두 ‘ㄱ’로 나타나지만 《동국정운》에서는 중고음에 의거해 ‘ㅋ’로 했다.
3. 설두음과 설상음, 중순음과 경순음, 치두음과 정치음
설두음(舌頭音)과 설상음(舌上音)의 구별, 중순음(重脣音)과 경순음(輕脣音)의 구별, 치두음(齒頭音)과 정치음(正齒音)의 구별이 없다. 그렇지만 순음의 무겁고 가벼움에 관해서는 훈민정음 해례에 기술이 있으며 《홍무정운역훈(洪武正韻譯訓)》(1455년)에서는 중순음 ‘ㅂ, ㅍ, ㅃ, ㅁ’과 경순음 ‘ㅸ, ㆄ, ㅹ, ㅱ’, 치두음 ‘ᄼ, ᄽ, ᅎ, ᅔ, ᅏ’과 정치음 ‘ᄾ, ᄿ, ᅐ, ᅕ, ᅑ’이 벌써 사용되어 있는 것으로 보아 이와 같은 자모들은 훈민정음 창제 직후에 이미 있었던 것을 알 수 있다.
4. ㆁ
유모(喩母; [j]) 3등이 《동국정운》에서 ‘ㆁ’로 나타난다. “고금운회거요”에서 유모 3등의 반절 상자(反切上字)가 의모(疑母)와 통용되어 있어 《동국정운》도 이를 따른 셈이다. 참고로 아음 ‘ㆁ’의 자형이 ‘ㄱ’에 의거하지 않고 후음 ‘ㅇ’에 의거한 이유가 운서에서 유모(喩母)와 의모(疑母)의 혼동을 반영한 것임은 훈민정음 해례 제자해에 “牙之ㆁ雖舌根閉喉聲氣出鼻, 而其聲與相似, 故韻書疑與喩多相混用, 今亦取象於喉, 而不爲牙音制字之始(아음 ‘ㆁ’은 혀뿌리가 목구멍을 닫고 소리와 공기가 코에서 나오지만 그 소리가 ‘ㅇ’과 비슷하므로 운서에서는 의모와 유모가 많이 혼용되니 지금 역시 후음에서 모양을 만들고 아음은 문자를 만드는 시작으로 하지 않았다)’처럼 기술된 바와 같다.

#### 운모
운모(韻母)는 중성과 종성으로 이루어진다. 중성에는 다음 소리들이 쓰인다.
| 기본 자모             | ㆍ ɤ  | ㅡ ɯ  | ㅣ ʲi | ㅗ o  | ㅏ a   | ㅜ u  | ㅓ ə  | ㅛ ʲo | ㅑ ʲa | ㅠ ʲu  | ㅕ ʲe   |
| 2자 합용(二字合用)(1) | ㆎ ɤj | ㅢ ɯj |       | ㅚ oj | ㅐ aj  | ㅟ uj |       |       |       | ㆌ ʲuj | ㅖ ʲej  |
| 2자 합용(二字合用)(2) |       |       |       |       | ㅘ o̯a  |       | ㅝ u̯ə |       |       |        | ㆊ ʲy̯e  |
| 3자 합용(三字合用)    |       |       |       |       | ㅙ o̯aj |       |       |       |       |        | ㆋ ʲy̯ej |

종성에는 다음 소리들이 쓰인다.
| 평상거성(平上去聲)             | ㆁ ŋ | ㄴ n~ɲ[1] | ㅁ m | ㅱ w | ㅇ ∅ |
| 입성(入聲)                     | ㄱ k̚ | ㅭ ɾʔ     | ㅂ p̚ |      |      |
| [1]: 뒤 음이 (치)경구개음일 때 |      |           |      |      |      |

중성과 종성을 합친 운모는 26개 운목(韻目), 91개 운으로 나뉜다. 26개 운목은 아래와 같다. 입성은 운목만 제시하고 수록운은 생략했다.
|    | 운목     | 수록운             |    | 운목     | 수록운        |
| -- | -------- | ------------------ | -- | -------- | ------------- |
| 1  | 搄肯亙亟 | ɯŋ, ʲiŋ, ɤjŋ       | 14 | 甘感紺閤 | am            |
| 2  | 觥礦横虢 | ojŋ                | 15 | 箝檢劒劫 | əm, ʲem       |
| 3  | 肱○○國   | ujŋ                | 16 | 高杲誥   | ow, ʲow       |
| 4  | 公拱貢穀 | oŋ, ʲoŋ            | 17 | 鳩九救   | uw, ʲuw       |
| 5  | 江講絳覺 | aŋ, ʲaŋ, o̯aŋ       | 18 | 貲紫恣   | ɤ, ʲi, ɤj, ɯj |
| 6  | 弓重䛪匊 | uŋ, ʲuŋ            | 19 | 傀隗儈   | oj            |
| 7  | 京景敬隔 | ʲeŋ, ʲy̯eŋ          | 20 | 佳解蓋   | aj, o̯aj       |
| 8  | 根懇艮訖 | ɤn, ɯn, ʲin        | 21 | 嬀軌媿   | uj, ʲuj       |
| 9  | 昆袞睔骨 | on                 | 22 | 雞啓罽   | ʲej, ʲy̯ej     |
| 10 | 干笴旰葛 | an, o̯an            | 23 | 孤古顧   | o             |
| 11 | 君攟攈屈 | un, ʲun            | 24 | 歌哿箇   | a, ʲa, o̯a     |
| 12 | 鞬寋建訐 | ən, ʲen, u̯ən, ʲy̯en | 25 | 拘矩屨   | u, ʲu         |
| 13 | 簪㾕譖戢 | ɤm, ɯm, ʲim        | 26 | 居擧據   | ə, ʲe         |

운모는 종성의 오음(五音) 차례 ‘ㆁ(ㄱ), ㄴ(ㅭ), ㅁ(ㅂ), ㅱ, ㅇ’에 따라 배열되어 있기 때문에 중국 운서와 순서가 크게 다르다. 운목은 원칙적으로 “고금운회거요”에 나타나는 각 운의 첫 글자이다. 운모에 관한 특징은 아래와 같다.
1. 운의 통합, 분리
예를 들어 고금운회거요의 강운(江韻)과 양운(陽韻)은 동국정운에서 강운(江韻)으로 통합되고 반대로 고금운회거요의 경운(庚韻), 청운(青韻), 증운(蒸韻)은 동국정운에서 긍운(搄韻), 굉운(觥韻), 굉운(肱韻), 경운(京韻)으로 세분화되는 등 운의 통합, 분리가 있다.
2. 합구 개음
합구 개음(合口介音)은 현실 한자음에서 아음, 치음, 후음에만 나타나지만 동국정운식 한자음에서는 설음에도 나타난다.
3. 중성 ㆊ, ㆋ
중성 중에 ‘ㆊ[ʲu̯ʲe], ㆋ[ʲu̯ʲej]’는 모음 뒤에 재출자가 오는데 이는 앞의 모음을 전설모음화시켜 발음해 각각 [ʲy̯e], [ʲy̯ej]로 발음했다고 추측된다.
4. 종성 ‘ㅇ, ㅱ’
모음으로 끝나는 운 중에 과섭(果攝), 가섭(假攝), 해섭(蟹攝), 지섭(止攝), 우섭(遇攝)은 종성 ‘ㅇ’을 가지며 운미(韻尾)에 [-w]가 있는 유섭(流攝), 효섭(效攝)은 종성 ‘ㅱ’을 가진다. ‘ㅇ’은 후음이며 ‘ㅱ’은 순음 밑에 ‘ㅇ’을 연서(連書)한 순경음으로 둘다 자음에 속하는데, 실제 문헌에서는 뒤에 붙는 어미가 ‘-를’ 등 모음에 붙는 형태로 나타나기 때문에 이와 같은 운들은 모음으로 끝나는 운으로 취급되었다.
5. 종성 ‘ㅭ’ 
중고음의 입성 [t̚]는 동국정운식 한자음에서 이영보래(以影補來) ‘ㅭ’으로 나타난다. 현실 한자음은 ‘ㄹ’[ɾ]로 나타나지만, 원래 입성인 이 소리가 폐쇄음인데도 현실 한자음인 ‘ㄹ’로는 폐쇄가 이루어지지 않기 때문에 입성의 폐쇄음적 특성을 지니게 하기 위해 ‘ㄹ’에 ‘ㆆ’을 덧붙인 것이다. 입성 [t̚]를 ‘ㅭ’로 옮기는 것에 관해서는 훈민정음 해례의 종성해에 “半舌之ㄹ, 當用於諺, 而不可用文. 如入聲之彆字, 終聲當用ㄷ.(반설음 ‘ㄹ’은 국어에만 써야 할 것이며 한문에 쓰지 말아야 한다. 입성 ‘彆’자 등은 종성에 ‘ㄷ’을 써야 한다.)”라고 하며 당시 학자 사이에서 견해 차이가 있었음을 알 수 있다.

### 동국정운식 한자음의 사용
동국정운식 한자음은 한자음의 규범으로서 매우 중요하게 보았으며 《석보상절》, 《월인천강지곡》을 비롯하여 한글 문헌은 모두 이 동국정운식 한자음에 따라 주음(注音)되었다. 그러나 현실 한자음을 반영하지 않은 이 한자음은 급속히 쓰이지 않게 되어 《동국정운》 반포 28년 후에 간행된 《오대진언(五大眞言)》에서는 홍무정운식 한자음에 따라, 《육조법보단경 언해(六祖法寶壇經諺解)》(1496년)에서는 현실 한자음에 따라 주음되고 16세기에 이르러서 동국정운식 한자음은 아예 쓰이지 않게 되었다.

## 대한민국의 문화재

### 간송미술관 소장본
이 책은 세종 29년(1447) 9월에 완성되자 간행하라는 임금의 명이 있었고, 이듬해인 세종 30년(1448) 11월에 성균관, 사부학당 등에 보급되어, 이 책이 간행되고 보급되었던 시기를 알 수 있다.
현재 이 책은 전 6권 가운데 1권과 6권만이 남아있다. 내용을 보면 본문의 큰 글자는 나무활자이고, 작은 글자와 서문의 큰 글자는 갑인자이다. 글자체는 큰 글자가 진양대군의 글씨이다.
우리나라에서 최초로 한자음을 우리의 음으로 표기하였다는 점에서 큰 의의를 가지고 있으며, 국어연구자료로서의 중요성도 『훈민정음』과 쌍벽을 이룰 정도로 높이 평가되고 있다. 또한 한자음의 음운체계 연구에 있어서뿐만 아니라, 훈민정음의 글자를 만든 배경이나 음운체계 연구에 있어서 기본자료가 된다.

### 건국대 박물관 소장본
동시 출간된 국보 제71호『동국정운』과 비교하여 다음과 같은 차이가 있다. 첫째, 개장(改裝) 당시 책은 실로 짠 천이나 종이(紙)를 약간 절단해 냈고, 둘째, 제목은 다같이 목판인쇄이나, 그 서체가 서로 다르다는 것. 셋째, 책의 순서로 예, 악, 사, 어, 서, 수를 묵서했는데 국보 제71호에 없는 것으로 봐서 이것은 뒤에 한 것으로 보인다.
- 종이: 저지(楮紙).
- 크기: 세로 31.9센티미터, 가로 19.8센티미터.
- 판광(板匡): 반엽(半葉) 세로 23.3센티미터, 가로 16.2센티미터, 사주단변(四周單邊), 무계(無界), 상하 내향 흑어미(上下內向黑魚尾).
- 반엽의 행수, 자수: 서문은 반엽 9행, 1행 15자, 본문은 반엽 7행, 1행 11자.
- 활자: 서문은 초주 갑인자(소자), 본문 표제자는 갑인자(대자) 목활자임. 본문 한글 자체(字體)는 훈민정음 해례에서 쓰인 것과 같음.
- 권수: 6권. ‘예(禮), 악(樂), 사(射), 어(御), 서(書), 수(數)’의 권차가 있음.

## 같이 보기
- 한국 한자음

## 참고 자료
- 강신항, 《한국의 운서》, 國語學叢書2, 國語學會, 2000년.
- 鄭寅承·成元慶, 〈東國正韻解題〉, 《國寶第142號 東國正韻 全六卷(附:解題·索引)》, 建國大學校出版部, 1973년.
- 이 문서에는 다음커뮤니케이션(현 카카오)에서 GFDL 또는 CC-SA 라이선스로 배포한 글로벌 세계대백과사전의 "〈양반관료의 문화〉" 항목을 기초로 작성된 글이 포함되어 있습니다.